# 卢志学
卢志学（1941年8月—），吉林扶余人，画家，国家一级美术师，鲁迅美术学院毕业。曾任沈阳市美术家协会主席、辽宁省美术家协会副主席、沈阳市文联美术家协会秘书长。